# クラシカルメドレー
『クラシカルメドレー』は、歌那早苗による日本の漫画作品。日本では『月刊少年ブラッド』（ソフトバンククリエイティブ）で連載されたのち、『FlexComixブラッド』で連載された。北米ではCMXが英語版出版権を取得した。

## あらすじ
クラシカル王国の秘宝である光の珠"マーノ・ディリッタ"と闇の珠"マーノ・シニストラ"の封印が行われる際、国王が闇の力に取りつかれてしまい、第二王子ソプラノの護衛を務めるアルトが"ディリッタ"を右手に宿して窮地を脱した。
だが、今度は彼女がその原因として追われることになってしまった。
再び窮地に陥った彼女たちはソプラノの兄である第一王子グラーヴェに助けを求めた。

## 登場人物
アルト
主人公。格闘技を得意としており、その腕っぷしを生かしてソプラノの護衛を務めている。
ソプラノ
クラシカル王国第二王子で、アルトの幼馴染にして弟分。
グラーヴェ
クラシカル王国第一王子で、ソプラノの兄。儀式の際は留学中だった。
メゾ
月竜。人間の姿をとることもある。

## 評価
Comics Worth ReadingのEd Sizemoreは、"深みと遠近法に関しては良いセンスをもっている"とも評価した一方、「絵からは声明を感じられない」（ "no life in these drawings"） と指摘した。
ComicMix'の Andrew Wheelerは、少年誌と言うより年下の少女向けの少女漫画雑誌に載せた方がふさわしいとした 。Pop Culture Shockのミシェル・スミスはこの作品を「徹底的なまでに平凡」（"thoroughly mediocre"）と呼んだ。

## 単行本
| # | 発売日                                                | ISBN                                                            |
| - | ----------------------------------------------------- | --------------------------------------------------------------- |
| 1 | 2007年1月12日（日本語版）、 2008年10月28日（英語版）, | ISBN 978-4-79-733808-9（日本語版）、978-1-40-121898-0（英語版） |
| 2 | 2007年7月12日、2009年1月20日（英語版）                | ISBN 978-4-79-734314-4（日本語版）、978-1-40-121899-7（英語版） |